# Mike Swick
Mike Swick (Houston, 19 de junho de 1979) é um lutador de MMA americano. Ele luta na categoria Meio Médio no Ultimate Fighting Championship.

## Carreira no MMA
Swick treina na American Kickboxing Academy, participou do The Ultimate Fighter 1, já lutou nos Médios, na categoria já derrotou lutadores como Joe Riggs e David Loiseau. Nos Meio Médios já derrotou Josh Burkman, Marcus Davis e chegou a lutar para ser o desafiante n°1 mais perdeu para Dan Hardy.
Em setembro de 2010 Swick foi diagnosticado com uma doença no estômago, tirando-o do octógono por quase dois anos. A volta de Swick ocorreu em 4 de agosto de 2012 no UFC on Fox: Shogun vs. Vera contra DaMarques Johnson onde ele venceu por nocaute no segundo round.

## Cartel no MMA
| Cartel no MMA   |             |            |
| 21 lutas        | 15 vitórias | 6 derrotas |
| Por nocaute     | 8           | 2          |
| Por finalização | 3           | 1          |
| Por decisão     | 4           | 3          |

| Res.    | Cartel | Oponente          | Método                             | Evento                             | Data       | Round | Tempo | Local                           | Notas                            |
| ------- | ------ | ----------------- | ---------------------------------- | ---------------------------------- | ---------- | ----- | ----- | ------------------------------- | -------------------------------- |
| Derrota | 15-6   | Alex Garcia       | Decisão (unânime)                  | UFC 189: Mendes vs. McGregor       | 11/07/2015 | 3     | 5:00  | Las Vegas, Nevada               |                                  |
| Derrota | 15-5   | Matt Brown        | Nocaute (soco)                     | UFC on Fox: Henderson vs. Diaz     | 08/12/2012 | 2     | 2:31  | Seattle, Washington             |                                  |
| Vitória | 15-4   | DaMarques Johnson | Nocaute (socos)                    | UFC on Fox: Shogun vs. Vera        | 04/08/2012 | 2     | 1:20  | Los Angeles, Califórnia         | Nocaute da Noite.                |
| Derrota | 14–4   | Paulo Thiago      | Finalização Técnica (d'arce choke) | UFC 109: Relentless                | 06/02/2010 | 2     | 1:54  | Las Vegas, Nevada               |                                  |
| Derrota | 14–3   | Dan Hardy         | Decisão (unânime)                  | UFC 105: Couture vs. Vera          | 14/11/2009 | 3     | 5:00  | Manchester                      | Pelo desafiante n°1 ao Cinturão. |
| Vitória | 14–2   | Ben Saunders      | Nocaute Técnico (socos)            | UFC 99: The Comeback               | 13/06/2009 | 2     | 3:47  | Colônia                         | Nocaute da Noite.                |
| Vitória | 13–2   | Jonathan Goulet   | Nocaute (socos)                    | UFC: Fight for the Troops          | 10/12/2008 | 1     | 0:33  | Fayetteville, Carolina do Norte |                                  |
| Vitória | 12–2   | Marcus Davis      | Decisão (unânime)                  | UFC 85: Bedlam                     | 07/06/2008 | 3     | 5:00  | Londres                         |                                  |
| Vitória | 11–2   | Josh Burkman      | Decisão (majoritária)              | UFC Fight Night: Swick vs. Burkman | 23/01/2008 | 3     | 5:00  | Las Vegas, Nevada               | Estréia nos Meio Médios.         |
| Derrota | 10–2   | Yushin Okami      | Decisão (unânime)                  | UFC 69: Shootout                   | 07/04/2007 | 3     | 5:00  | Houston, Texas                  |                                  |
| Vitória | 10–1   | David Loiseau     | Decisão (unânime)                  | UFC 63: Hughes vs. Penn            | 23/09/2006 | 3     | 5:00  | Anaheim, Califórnia             |                                  |
| Vitória | 9–1    | Joe Riggs         | Finalização (guilhotina)           | UFC 60: Hughes vs. Gracie          | 27/05/2006 | 1     | 2:19  | Los Angeles, Califórnia         |                                  |
| Vitória | 8–1    | Steve Vigneault   | Finalização (guilhotina)           | UFC 58: USA vs. Canada             | 04/03/2006 | 1     | 2:09  | Las Vegas, Nevada               |                                  |
| Vitória | 7–1    | Gideon Ray        | Nocaute Técnico (socos)            | UFC Ultimate Fight Night           | 06/08/2005 | 1     | 0:22  | Las Vegas, Nevada               |                                  |
| Vitória | 6–1    | Alex Schoenauer   | Nocaute (soco)                     | The Ultimate Fighter 1 Finale      | 09/04/2005 | 1     | 0:20  | Las Vegas, Nevada               |                                  |
| Derrota | 5–1    | Chris Leben       | Nocaute (soco)                     | WEC 9: Cold Blooded                | 16/01/2004 | 2     | 0:45  | Lemoore, Califórnia             | Pelo Cinturão Peso Médio do WEC. |
| Vitória | 5–0    | Butch Bacon       | Nocaute                            | SB 1 – Shootbox 1                  | 23/08/2003 | 1     | 0:26  | Orlando, Flórida                |                                  |
| Vitória | 4–0    | Kengo Ura         | Nocaute (joelhada)                 | WEC 6: Return of a Legend          | 27/03/2003 | 3     | 0:31  | Lemoore, Califórnia             |                                  |
| Vitória | 3–0    | James Gabert      | Decisão (unânime)                  | WEC 4: Rumble Under The Sun        | 31/08/2002 | 3     | 5:00  | Uncasville, Connecticut         |                                  |
| Vitória | 2–0    | James Whitifield  | Nocaute Técnico                    | NW Submission Fighting 1           | 04/05/2002 | 1     | 1:15  | Boise, Idaho                    |                                  |
| Vitória | 1–0    | Victor Bell       | Finalização (mata leão)            | Power Ring Warriors                | 07/11/1998 | 1     | 2:10  | Humble, Texas                   |                                  |